# クリス・チャイルズ (ベーシスト)
クリス・チャイルズ（Chris Childs、1959年6月24日 - ）は、イングランドのベーシスト。

## 略歴
1959年にイングランド・エセックスのリトル村で生まれる。
1996年、サンダーに加入し、その後の解散から再結成、2度目の解散まで在籍していた。ルーク・モーリーと共にジ・ユニオンにも参加している。他には、ポール・ヤング、アンディ・サマーズ、コリン・ブランストーン、ゼン・ジェリコ、ウォーターフロント、ネヴァー・ザ・ブライド、ゴー・ウエストなどのミュージシャンやバンドと共演してきた。
2008年にはディープ・パープルのメンバーとして知られるドン・エイリーのアルバム『A Light In The Sky』に参加した。